# Alfatradiol
Alfatradiol (INN), ili 17α-estradiol, trgovačko ime Ell-Cranell alpha u Nemačkoj, je inhibitor 5α-reduktaze. On se koristi kao topikalni tretman za androgene alopecije (gubitka kose) kod muškaraca i žena.

## Hemija i farmakologija
Alfatradiol (17α-estradiol) se razlikuje od estradiola (17β-estradiol), predominantnog seksualnog hormona kod žena, samo po stereohemiji ugljenikovog atoma 17. Za razliku od estradiola, alfatradiol nema estrogensku aktivnost, nego deluje kao inhibitor enzima 5α-reductaze koji je odgovoran za aktivaciju testosterona do dihidrotestosterona, koji učestvuje u regulaciji rasta kose.

## Upotreba
Alfatradiol se koristi u obliku etanolnog rastvora za topikalnu primenu na skalpu. Slično drugim lekovima protiv ćelavosti, koristi se topikalno ili oralno. Lek treba primenjivati kontinuirano da bi se sprečio dalji gubitak kose. Ponovni rast kose koja je već izgubljena je moguć samo u ograničenoj meri. Generalno, lek nije uspešan u lečenju uznapredovale ćelavosti. Smatra se da je to posledica gubitka korena kose.
Jedna studija na 103 žena u kojoj je poređen alfatradiol sa minoksidilom, je utvrdila da je ovaj drugi lek efektivniji. U kontrastu sa minoksidilom, upotreba alfatradiola nije dovela do povećanja gustine kose, nego je samo usporila ili stabilizovala gubitak kose.

## Kontraindikacije
Informacije nisu dostupne o učinku alfatradiola tokom trudnoće ili laktacije, kao ni kod pacijenata sa manje od 18 godina. Lek ne treba koristiti u tim slučajevima.

## Nuspojave
Lokalna zapaljenja ili svrbež nisu posledica primene alfatradiola, nego etanol u rastvaraču. Rastvor može da stimuliše produkciju loja.

## Literatura
- Dootz, Hildegard (ур.). Rote Liste (на језику: German) (2005 изд.). Aulendorf: Editio Cantor Verlag. 32 369. ISBN 978-3-87193-306-6.
- Jasek, W, ур. (2007). Austria-Codex (на језику: German). 4 (2007/2008 изд.). Vienna: Österreichischer Apothekerverlag.  3-85200-181-4 неважећи .
- Berger, Artur; Wachter, Helmut, ур. (1998). Hunnius Pharmazeutisches Wörterbuch (на језику: German) (8 изд.). Walter de Gruyter Verlag. стр. 486. ISBN 978-3-11-015793-2.

|  | Molimo Vas, obratite pažnju na važno upozorenje u vezi sa temama iz oblasti medicine (zdravlja). |